# Batman: La sposa del demone
La sposa del demone (Bride of the Demon) è una graphic novel di Mike W. Barr (testi) e Tom Grindberg (disegni) con protagonista il supereroe Batman, pubblicata dalla DC Comics nel 1990.

## Trama
La storia è il seguito della graphic novel Batman: Il figlio del demone, sempre di Mike W. Barr. Protagonista è l'eco-terrorista e capo della Lega degli Assassini, Ra's al Ghul il quale aiuta un'attrice avanti con l'età a tornare giovane grazie ad una delle sue Fosse di Lazzaro.
Batman si ritrova coinvolto nella vicenda grazie alla figlia di Ra's al Ghul, Talia al Ghul, con la quale ha una storia d'amore da cui nasce il figlio Damian Wayne.

## Edizione italiana
La traduzione in lingua italiana è stata ad opera della Play Press che ha pubblicato la storia in un volume speciale da fumetteria nel gennaio 1998.
Successivamente la Planeta DeAgostini ha pubblicato la saga nella collana settimanale Batman: La leggenda nell'agosto 2008 (n. 5). In seguito l'opera è stata ristampata all'interno del volume Nascita del demone da RW Edizioni nel settembre 2012.